# GWR 111 The Great Bear
The Great Bear (La Osa Mayor en español), codificada con el número 111, fue una locomotora del Great Western Railway, la primera 4-6-2 (configuación denominada Pacific) utilizada en un ferrocarril en Gran Bretaña, y la única de su tipo construida por el GWR.

## Orígenes
Hay puntos de vista diferentes sobre por qué Churchward y el GWR deberían haber construido en 1908 una locomotora Pacific 4-6-2, cuando la práctica del momento se estaba centrando en la disposición de ruedas 4-6-0. Una sugerencia es que "The Great Bear" se construyó en 1908 para satisfacer las demandas de los directores que deseaban poseer la locomotora más grande de Gran Bretaña, y el departamento de publicidad del GWR también hizo mucho hincapié en que se construyera esta máquina. Sin embargo, O. S. Nock insistió en que el diseño "se debió por completo a una decisión de Churchward, y no a influencias externas que ejercieran alguna presión sobre el proyecto". Nock consideró la locomotora como "principalmente un ejercicio de diseño de calderas", y Churchward esperaba con cierta aprensión el momento en que sus locomotoras Clase Star ya no pudieran hacer frente a cargas cada vez mayores. Otros se han referido a una declaración hecha a la junta del GWR en 1906 sobre la locomotora North Star 4-4-2 diseñada por el GWR, cuando Churchward declaró que una 4-6-2 sería más grande de lo necesario en ese momento, pero que se estaba preparando este diseño. El pedido de The Great Bear se realizó en enero de 1907.

## Diseño
El diseño de la parte delantera de la clase era el mismo que el de la Clase Star, excepto en que Churchward instaló cilindros de 15 plg (381 mm) de diámetro, el máximo posible sin interferir con las ruedas traseras del bogie delantero. Sin embargo, el diseño de la caldera era completamente nuevo y con un cuerpo cilíndrico de 23 pies (7,01 m) de largo, que era excepcionalmente largo tanto para los estándares contemporáneos como para los posteriores. La razón principal por la que Churchward adoptó la disposición de ruedas 4-6-2 fue para permitirle colocar un fogón más ancho sobre las ruedas traseras. Con una superficie de cámara de combustión de 182 ft² (1690,8 dm²), esto supuso un aumento del tamaño del 17,5 % en comparación con la Clase Star. También se construyó con un sobrecalentador tipo Swindon No. 1.

## Clasificación de potencia
Con la introducción de la Clasificación de Potencia del Great Western Railway en 1920, la máquina recibió la calificación de "Especial" (indicada por un "+" negro sobre el disco rojo de disponibilidad de ruta,) aunque el esfuerzo de tracción de 27 800 lbf (123 660,5 N) quedaba dentro del rango "D".

## Rendimiento
En servicio, el resultado de "The Great Bear" resultó ser decepcionante y no una mejora significativa con respecto a las clases existentes. "La longitud excesiva del cuerpo de la caldera 23 pies (7 m) representó más volumen pero no una mayor eficiencia". Además, las cajas de grasa de las ruedas traseras tendían a sobrecalentarse debido a su proximidad a la cámara de combustión. Churchward intentó mejorar el rendimiento de la locomotora agregando un sobrecalentador del tipo Swindon No. 3 en 1913 y un aparato de alimentación superior. Sin embargo, el excelente rendimiento de las máquinas de la Clase Star y la llegada de la Primera Guerra Mundial detuvieron la experimentación sin mejoras significativas.

## Disponibilidad de ruta
Además de sus decepcionantes prestaciones, la locomotora tenía una disponibilidad de ruta altamente restrictiva que limitaba su utilidad. Su carga por eje de 20 toneladas largas y 9 quintales (20,8 toneladas), restringió su uso a la Línea Principal del Great Western entre Paddington y Bristol, aunque en una ocasión se registró que viajó tan al oeste como Newton Abbot. Su código de color GWR era el rojo, que indicaba el grado más restrictivo de circulación de la compañía.

## Valor publicitario
Aunque no fue un éxito técnico, "The Great Bear" fue considerada la locomotora insignia de la compañía desde su introducción hasta la jubilación de Churchward en 1922. Pero con la introducción de la locomotora 4073 Caerphilly Castle en 1923, que disponía de un esfuerzo tractor más alto, "The Great Bear" dejó de tener ningún valor publicitario y se constató como un fracaso. Estaba previsto que en enero de 1924 se realizaran reparaciones importantes en "The Great Bear", por lo que el sucesor de Churchward, Charles Collett, la retiró del servicio. Por entonces, ya había recorrido 527 272 millas (848 560 km). Su maquinista habitual era Thomas Blackall, originario de Aston Tirrold, Oxfordshire.

## Reconstrucción
"La parte delantera de los bastidores originales y las placas de matrícula se usaron nuevamente, pero probablemente poco más". No. 111 se reconstruyó como una 4-6-0 de la Clase Castle, con el nombre de Viscount Churchill. A partir de entonces, el GWR ya no volvió a utilizar la disposición de ruedas de las "Pacífic". La No. 111 se retiró en julio de 1953 y se desguazó ese mismo año.
Una de las placas de identificación originales se encuentra en el Museo de Ciencias de Londres.

## Evaluación
Según Cecil J. Allen, "'The Great Bear' fue uno de los pocos tipos de locomotoras producidos en Swindon, y en particular entre los diseños de Churchward, a los que se le podría aplicar la palabra 'fracaso'". Los estudiosos del tema difieren en cuanto a la actitud de Churchward hacia su locomotora. Según Le Fleming, "era bien conocida su aversión por 'The Bear'", pero Nock afirmó que Churchward tenía "un profundo afecto por la máquina", aunque llegó a considerarla como "un elefante blanco" en lugar de un "gran oso". Se sintió decepcionado al enterarse del desguace de The Great Bear y, al enterarse de los planes de Nigel Gresley para construir una Pacific para el Great Northern Railway, se dice que respondió: "¿Para qué querrá construir una este joven? ¡Podríamos haberle vendido la nuestra!"